# マルコ・アウレリオ・フォンターナ
マルコ・アウレリオ・フォンターナ（Marco Aurelio Fontana、1984年10月12日 - ）は、イタリア、ジュッサーノ出身の自転車競技選手。

## 来歴
2006年
- イタリア選手権・U23シクロクロス 優勝

2008年
- イタリア選手権・シクロクロス 優勝
- 北京オリンピック・クロスカントリー 5位
- マウンテンバイク世界選手権・チームリレー 3位

2009年
- マウンテンバイク世界選手権・チームリレー 優勝（+ ゲルハルト・ケルシュバウマー、エヴァ・レヒナー、クリスティアン・コミネッリ）

2010年
- イタリア選手権・シクロクロス 優勝

2011年
- イタリア選手権・シクロクロス 優勝
- マウンテンバイク世界選手権・チームリレー 3位

2012年
- マウンテンバイク世界選手権・チームリレー 優勝（+ ベルタイン・シュミット、エヴァ・レヒナー、ルカ・ブライドット）
- イタリア選手権・クロスカントリー 優勝
- ロンドンオリンピック・クロスカントリー 3位